# Большая (приток Пундомы)
Большая (в верхнем течении — Хангайоки) — река в России, протекает по территории Кестеньгского сельского поселения Лоухского района Республики Карелии. Длина реки — 15 км.
Река берёт начало из ламбины без названия на высоте ниже 152,1 м над уровнем моря и далее течёт преимущественно в западном направлении по заболоченной местности.
Река в общей сложности имеет шесть малых притоков суммарной длиной 10 км.
В озеро — исток Большой — впадает протока, вытекающая из озера Кокко.
Впадает на высоте ниже 115,2 м над уровнем моря в реку Пундому, впадающую Пяозеро.
Населённые пункты на реке отсутствуют.
Код объекта в государственном водном реестре — 02020000412102000000505.